# Korostowa
Korostowa (ukr. Коростова) – wieś na Ukrainie, w obwodzie tarnopolskim, w rejonie krzemienieckim.
Przynależność administracyjna przed 1939 r.: gmina Wyszogródek, powiat krzemieniecki, województwo wołyńskie.